# DNA合成

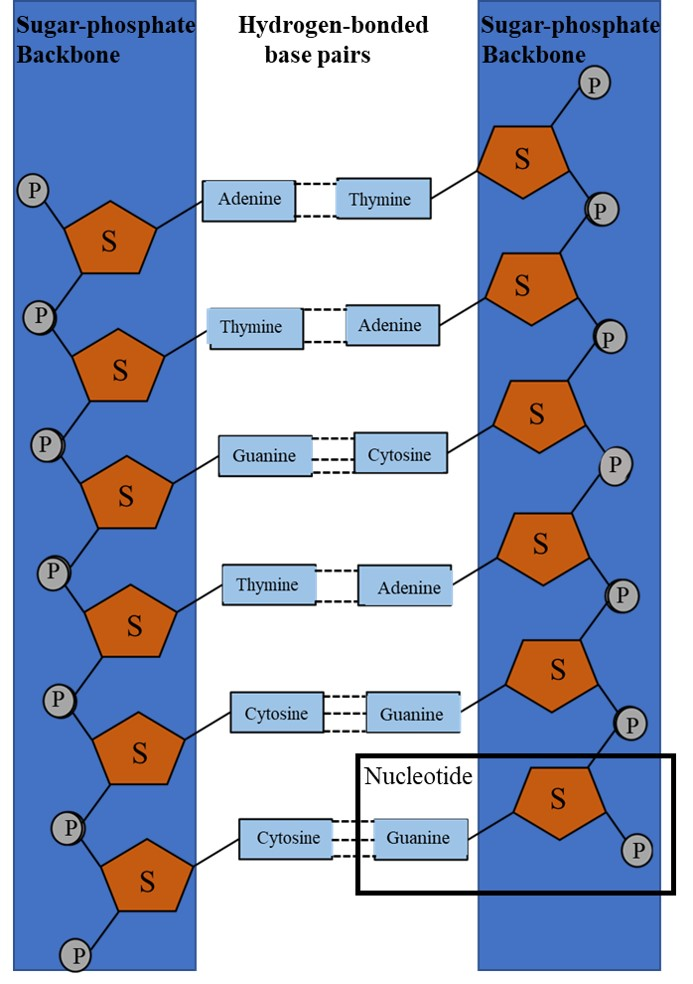
DNA合成の産生物である二本鎖DNAの構造。個々のヌクレオチド単位（右下の黒枠内）と結合を示す。

DNA合成（英: DNA synthesis）は、デオキシリボ核酸（DNA）分子を自然的または人工的に科学反応により
作り出すことである。DNAは、共有結合と水素結合によって連結されたヌクレオチド単位で構成された高分子であり、繰り返し構造をもっている。DNA合成は、これらのヌクレオチド単位が一緒に結合してDNAを形成するときに行われ、人工的に（in vitro）または自然に（in vivo）起こすことができる。ヌクレオチド単位は、窒素塩基（シトシン、グアニン、アデニン、チミン）、ペントース糖（デオキシリボース）、およびリン酸基で構成されている（図を参照）。各ユニットは、そのリン酸基と次のヌクレオチドのペントース糖との間に共有結合が形成されて結合し、糖-リン酸骨格を形成する。ヌクレオチド塩基間に水素結合を形成すると、特定の塩基対（アデニンとチミン、グアニンとシトシン）が自然に生じるため、DNAは相補的な二本鎖構造となっている。   
DNA合成にはいくつかの異なる定義がある。それは、DNA複製 ＝ DNA生合成（in vivoのDNA増幅）、ポリメラーゼ連鎖反応 （PCR）＝ 酵素的DNA合成（in vitroのDNA増幅）、または遺伝子合成 ＝ 物理的に人工的な遺伝子配列を作成することを指す。それぞれの種類の合成は非常に異なるものの、いくつかの特徴を共有している。ポリヌクレオチドを形成するために結合されたヌクレオチドは、DNA合成の一つの形態であるPCRが起こるためのDNA鋳型（DNAテンプレート）として機能する。DNA複製もまた、DNA鋳型を使用することによって機能し、複製中にDNAの二重らせんがほどけ、新しいヌクレオチドが水素結合するための不対塩基が露出する。ただし、遺伝子合成ではDNA鋳型は必要なく、遺伝子は自発的に組み立てられる。 
DNA合成は、すべての真核生物と原核生物、そして一部のウイルスで行われている。DNAの突然変異を避けるために、DNAの正確な合成が重要である。ヒトでは突然変異が癌（がん）などの病気につながる可能性があるため、DNA合成とその生体内（in vivo）での仕組みは、数十年にわたって広範囲に研究が行われてきた。将来的には、これらの研究をもとに、DNA合成に関わる技術を開発し、データ保存に利用することも考えられる。

## DNA複製

DNA複製のステップの概要

DNA複製とそれに関わるさまざまな酵素

自然界において、DNA分子は、DNA複製（英: DNA replication）の過程を通じて、すべての生きている細胞によって合成されている。これは通常、細胞分裂の一部として行われる。細胞分裂の間にDNA複製が行われるので、各娘細胞はその細胞の遺伝物質の正確なコピーを含む。生体内（in vivo）でのDNA合成（DNA複製）は、細胞周期のS期に協調して作用するように進化した酵素の複雑な集合体に依存している。真核生物と原核生物の両方で、特定のトポイソメラーゼ、ヘリカーゼ、ジャイレース（複製開始タンパク質）が二本鎖DNAを解きほどき、核酸塩基を露出させることでDNAの複製が行われる。これらの酵素は、付帯的なタンパク質と一緒に、DNA配列の正確な複製を確実に行うための高分子機械を形成する。相補的な塩基対形成が行われ、新しい二本鎖DNA分子が形成される新しいDNA分子の1本の鎖が「親」の鎖に由来するため、これは半保存的複製と呼ばれている。
真核生物の酵素は、DNA複製を妨げるDNA損傷に継続的に遭遇する。この損傷は、自然発生的あるいはDNA損傷物質によって生じるDNA損傷の形態をしている。そのため、DNA複製機構は、損傷に遭遇した際の崩壊を防ぐために高度に制御されている。DNA複製システムの制御により、ゲノムは1サイクルに1回しか複製されないことが保証される。過剰な複製はDNA損傷を誘発する。DNA複製の制御の低下は、がん発生時のゲノム不安定性の重要な要因である。
このことは、生体内（in vivo）でのDNA合成機構の特異性を浮き彫りにしている。自然界に存在するDNAの複製を人工的に刺激したり、あるいは人工的な遺伝子配列を作成したりするために、さまざまな手段が存在する。しかし、人工的（in vitro）なDNA合成は、（DNA損傷を修復しないため）非常にエラーを起こしやすいプロセスになる可能性がある。

### DNA修復合成
DNA損傷は、いくつかの異なる酵素による修復プロセスによって修復され、それぞれのプロセスは特定の種類の損傷を修復することに特化している。ヒトのDNAは、複数の自然発生源からの損傷を受けやすく、修復が不十分な場合は、病気や早期老化が関わってくる。ほとんどのDNA修復プロセスは、修復の中間段階でDNAに一本鎖ギャップを形成し、このギャップは修復合成（英: repair synthesis）によって充填される。DNA合成によるギャップ充填を必要とする特定の修復プロセスには、ヌクレオチド除去修復、塩基除去修復、ミスマッチ修復、相同組換え修復、非相同末端接合、マイクロホモロジー媒介末端結合などがある。

## 逆転写
逆転写（英: reverse transcription）は、レトロウイルスを含む特定のウイルスファミリーにおける複製サイクルの一部である。これには、逆転写酵素を用いて、RNAを二本鎖の相補的DNA（cDNA）にコピーすることが含まれる。レトロウイルスでは、ウイルスRNAが宿主細胞の核に挿入される。そこで、ウイルス逆転写酵素がRNA配列にDNAヌクレオチドを付加してcDNAを生成し、このcDNAがインテグラーゼという酵素によって宿主細胞のゲノムに挿入され、ウイルスタンパク質をコードする。

## ポリメラーゼ連鎖反応

PCRの仕組みを模式的に示す。

ポリメラーゼ連鎖反応（英: polymerase chain reaction、PCR）は、実験室で行われる酵素的DNA合成の一形態であり、DNA融解と酵素的な複製のために、反応の加熱と冷却を繰り返すサイクルを利用している。
PCRの実施において、DNA合成は、生きている細胞と非常に似ているけれども、非常に特殊な試薬と条件で行われる。PCRの間、DNAは宿主シャペロンタンパク質から化学的に抽出され、加熱されることでDNA鎖の熱解離が起こる。元のDNA鎖から2本の新しいcDNA鎖が作られ、これらの鎖は再び分割されて、さらなるPCR産生物の鋳型（テンプレート）として機能する。元のDNAは何度もPCRを繰り返すことで増殖する。元のDNA鎖の10億以上のコピーを作成することができる。

### ランダム突然変異誘発
構造や進化の研究など多くの実験では、科学者は特定のDNA配列の変異体の大規模なライブラリを作成する必要がある。ランダム突然変異誘発（英: random mutagenesis）は、低忠実度DNAポリメラーゼによる突然変異誘発複製と選択的PCR増幅を組み合わせて、多数の変異DNAコピーを生成するときに試験管内（in vitro）で行われる。 

### RT-PCR
RT-PCRは、鋳型DNAではなくmRNAからcDNAを合成するという点で、従来のPCRとは異なっている。RNA配列は酵素や逆転写酵素の鋳型となるため、この技術は、逆転写反応とPCRベースの増幅を組み合わせたものである。RT-PCRは、さまざまな発生段階にある特定の組織や細胞タイプの遺伝子発現を調べたり、遺伝子疾患の検査でよく使用される。

## 遺伝子合成
遺伝子合成（英: artificial gene synthesis）とは、最初の鋳型DNAのサンプルを必要とせずに、試験管内（in vitro）で遺伝子を合成するプロセスである。2010年、J. クレイグ・ベンターと彼のチームは、完全に合成されたDNAを使用してマイコプラズマ・ラボラトリウムと呼ばれる自己複製微生物を初めて作成した。

### オリゴヌクレオチド合成
オリゴヌクレオチド合成は、核酸の配列の化学合成である。生物学的研究と生物工学の大半は、オリゴヌクレオチド、合成遺伝子、さらには染色体さえも含む合成DNAを伴っている。今日では、すべての合成DNAは、マーヴィン・H・カルザースによるホスホラミダイト法を用いてカスタムビルドされている。オリゴは、天然の塩基を複製する基本単位から合成される。このプロセスは1970年代後半から自動化されており、所望の遺伝子配列を形成するためだけでなく、医学や分子生物学の他の用途にも使用することができる。ただし、化学的に配列を作成することは200～300塩基を越えると実用的ではなく、環境的に有害なプロセスである。約200塩基のこれらのオリゴは、DNAアセンブリ法を用いて連結することができ、より大きなDNA分子を作ることができる。
いくつかの研究では、鋳型を必要としないDNAポリメラーゼである末端デオキシヌクレオチジルトランスフェラーゼ（TdT）を用いた酵素合成の可能性が模索されている。しかし、この方法はまだ化学合成ほど効果的ではなく、市販されていない。
人工DNA合成の進歩に伴い、DNAデータストレージの可能性が模索されている。合成DNAは、その極めて高い保存密度と長期安定性により、大量のデータを保存するための興味深い選択肢となっている。次世代のシークエンシング技術により、DNAから情報を非常に迅速に取り出すことができるが、その際の大きなボトルネックとなっているのがDNAの新規合成（de novo合成）である。サイクルごとに追加できるヌクレオチドは1つだけで、各サイクルには数秒かかるため、全体的な合成には非常に時間がかかり、エラーが発生しやすくなる。しかし、バイオテクノロジーが進歩すれば、合成DNAはいつかデータストレージに使われるようになるかもしれない。

### 塩基対合成
A-T（アデニン-チミン）やG-C（グアニン-シトシン）と同様に、新しい核酸塩基対を合成できることが報告されている。合成ヌクレオチドを用いて、遺伝的アルファベットを拡張し、DNA部位の特定の修飾を可能にすることができる。たとえ第3番目の塩基対でさえ、DNAがコードできるアミノ酸の数を、現在の20個アミノ酸から考えられる限り172個に拡大できる。ハチモジDNAは8つのヌクレオチド文字から構成され、4つの可能な塩基対を形成する。そのため天然DNAの2倍の情報密度を持っている。研究では、ハチモジDNAからRNAが作られている。この技術でDNAにデータを保存することも可能になる。